# Hiyoshi-Honchō (metropolitana di Yokohama)

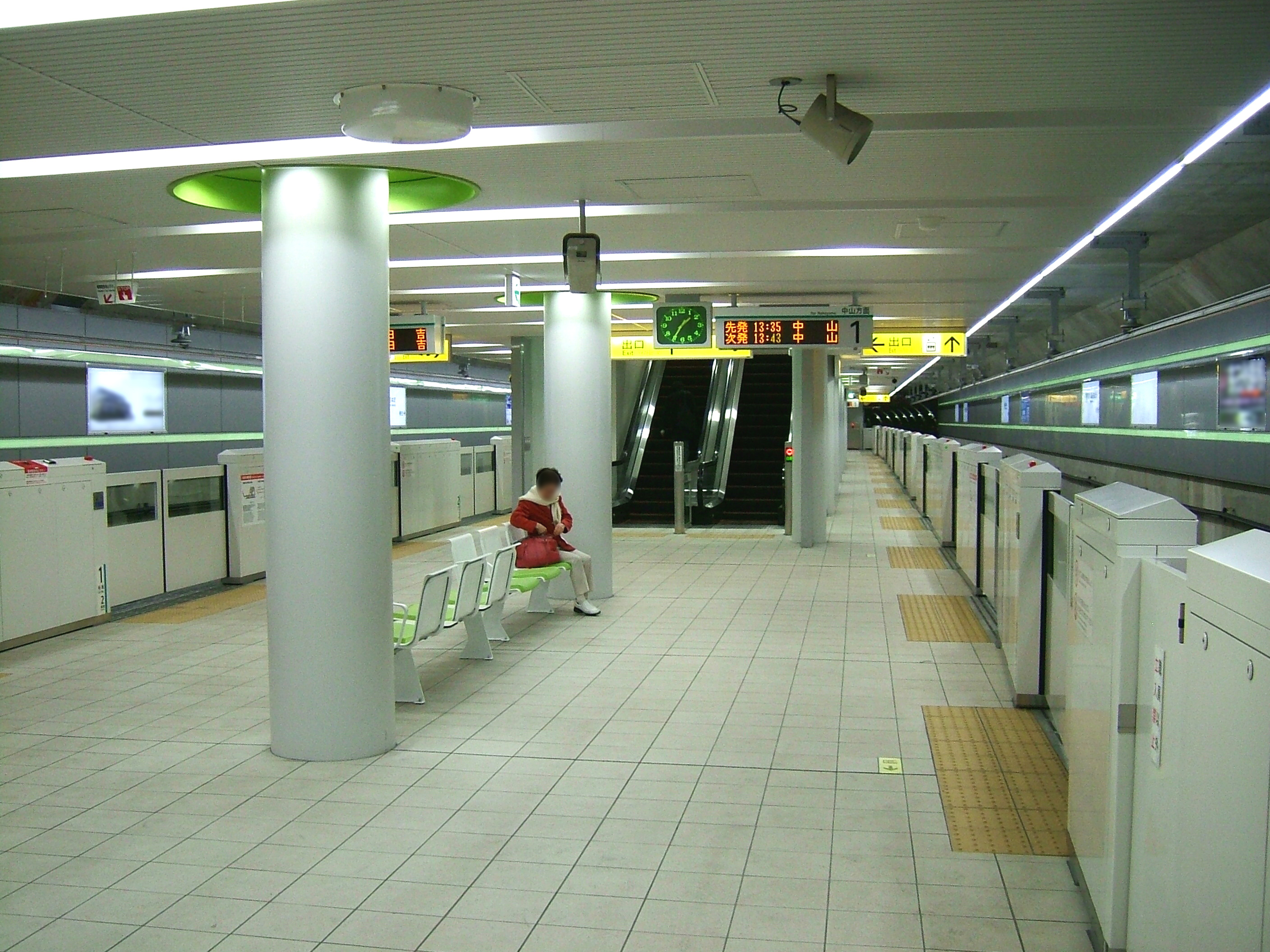
Vista della banchina

Hiyoshi-Honchō (日吉本町駅?, Hiyoshi-Honchō-eki) è una stazione della metropolitana di Yokohama che si trova nel quartiere di Kōhoku-ku a Yokohama.

## Linee
Metropolitana di Yokohama
 Linea verde (linea 4)

## Struttura
La stazione è realizzata in sotterranea, con un marciapiede a isola e due binari laterali passanti con porte di banchina.
Il mezzanino si trova in un edificio realizzato in superficie.
| 1 | Linea verde |  | per Center-Minami e Nakayama |
| 2 | Linea verde |  | per Hiyoshi                  |

## Stazioni adiacenti
| «           | Servizio    | »           |
| Linea verde | Linea verde | Linea verde |
| ----------- | ----------- | ----------- |
| Takata      | -           | Hiyoshi     |